# براين ريد
براين ريد (بالإنجليزية: Brianne Reed)‏ هي لاعبة كرة قدم أمريكية، ولدت في 5 فبراير 1994 في تينتون فولز في الولايات المتحدة. لعبت مع نادي كانساس سيتي.

## وصلات خارجية
- براين ريد على موقع قاعدة بيانات كرة القدم.إي يو (الإنجليزية)
- براين ريد على موقع Soccerway.com (الإنجليزية)